# Der Schlüssel zum Glück (1989)
Der Schlüssel zum Glück ist eine Komödie des DDR-Fernsehens aus dem Jahr 1989.

## Handlung

### Rahmenhandlung (Anfang)
Der Bühnenbildner Bernhard ertappt in seiner Werkstatt seine Frau Andrea mit seinem jungen Kollegen Roland. Die beiden küssen sich gerade, wofür Andrea aber eine Ausrede parat hat. Bernhard ist schnell besänftigt, was Andrea wiederum stört: Sie meint, er könne ruhig etwas eifersüchtiger sein; in früheren Zeiten hätten die Männer sich viel mehr für ihre Frauen eingesetzt. Es folgen drei Episoden, die das Thema Liebe und Eifersucht auf humorvolle Weise in verschiedenen historischen Epochen durchspielen:

### Die Eifersucht des Senators
In der Villa eines römischen Senators trifft ein junger Mann, der bei dem Senator Unterricht in Rhetorik nimmt, auf dessen Frau. Sie versucht, unter dem Vorwand, auch etwas über Rhetorik lernen zu wollen, dem Schüler näher zu kommen. Sie hält eine Rede, in der sie ihren Mann wie vor einem Tribunal anklagt, sie zu vernachlässigen. Sie versucht den Schüler zu verführen, und der hinzukommende Senator trifft die beiden eng umschlungen an. Zunächst ist er außer sich. Er hält eine Rede, in der er begründet, warum er seiner Frau noch einmal verzeiht, sie sich aber jetzt entfernen soll. Kaum ist sie weg, zeigt sich, dass nicht seine Frau, sondern der Schüler das Ziel seines erotischen Interesses darstellt.

### Der Schlüssel zum Glück
Ritter Balduin kommt mit seinem Knappen von einem Turnier zurück. Seiner Frau hatte er für die Zeit seiner Abwesenheit einen Keuschheitsgürtel angelegt und den Schlüssel mitgenommen. Gegenüber seiner Frau verhält er sich ungehobelt und gebieterisch, während der Knappe in der Art eines Minnesängers ihre Schönheit preist. Der Ritter legt seine Rüstung ab und muss feststellen, dass der Schlüssel zum Keuschheitsgürtel, den er um den Hals trug, gestohlen wurde. Der Knappe soll vermuten, wer der Dieb sein könnte, und erzählt von Ritter Woldemar. Dieser habe ihn nach der Schönheit der Frau von Ritter Balduin gefragt. Nach einem Gelage seien beide Ritter auf einem Heuboden eingeschlafen, bei dieser Gelegenheit müsse Woldemar den Schlüssel gestohlen haben. Der Knappe überzeugt Ritter Balduin, die Verfolgung Woldemars aufzunehmen. Kaum ist er weg, sagt seine verzweifelte Frau, dass sie demjenigen, der ihr den Schlüssel bringt, alles dafür geben würde. Und schon kommt die Wahrheit ans Licht: Der Knappe selbst hat den Schlüssel.

### Nur Mut, Herr Hauptmann
Ein preußischer Hauptmann kommt einen Tag früher als erwartet von einem Manöver zurück und ertappt seine Frau im Bett mit einem jungen Leutnant. Er ist wütend und will ihn am liebsten sofort erschießen. Der Leutnant gibt jedoch nicht klein bei oder bittet um Entschuldigung, sondern tritt sehr selbstsicher auf: Er zückt ebenfalls seine Pistole, bezeichnet sich als ausgezeichneten Schützen und ist bereit, sich sofort mit dem Hauptmann zu duellieren. Davon ist der Hauptmann wiederum eingeschüchtert und möchte sich aus dem Duell herausreden. Der Leutnant stellt die Lage nun so dar, als sei eigentlich der Hauptmann Schuld an der verletzten Ehre seiner Frau – weil er zu früh zurückkam. Er trumpft so sehr auf, dass der Hauptmann verängstigt aus dem Zimmer flieht.

### Rahmenhandlung (Ende)
Andrea gibt gegenüber Bernhard zu, sich wirklich etwas in Roland verliebt zu haben. Sie erwartet aber von Bernhard, aus den Fehlern der Männer der Vergangenheit gelernt zu haben und ihr keine große Eifersuchts-Szene zu machen, sondern eine andere, bessere Haltung dazu einzunehmen. Wie die aussehen soll, ist ihm allerdings unklar.

## Produktion
Der Film wurde am 24. September 1989 im 2. Programm des DDR-Fernsehens ausgestrahlt und am folgenden Tag im 1. Programm wiederholt. 2017 erschien er bei Studio Hamburg Enterprises auf DVD.

## Rezeption
„Die kleinen Lektionen für immer noch oder bereits wieder Verliebte geben verführerisch wie augenzwinkernd Einblicke in die Kunst zu lieben und stellen Kabinettstücke schauspielerischer Leistungen dar.“